# Henry de La Falaise
Henry de La Falaise, de son vrai nom James Henri Le Bailly de La Falaise, marquis de La Coudraye (titre de courtoisie), né le 11 février 1898 à Saint-Cyr-l'École et mort le 10 avril 1972 à Calvià,, est un producteur, directeur, réalisateur et parfois acteur français.

## Biographie
Né dans une vieille famille de la noblesse d'extraction normande installée en Vendée, fils de Georges de la Falaise, Henry Le Bailly de La Falaise est précocement attiré par le cinéma. Très jeune, utilisant la caméra offerte par un père lui aussi intéressé par la technique cinématographique, il réalise très librement, en indépendant, des films commerciaux et de découverte du monde. Vers 1925, il fonde sa société cinématographique et en assume la direction.
Avec le film Legong, tourné à Bali, sorti en 1934, Henry de La Falaise montre son talent de cinéaste :  il saisit des rituels religieux et leurs danses frénétiques, des défilés mystiques, la vie du marché local, montre des femmes simplement vêtues (scènes coupées dans la version américaine) et, dans la scène finale, une incinération collective. Son attention aux détails de la vie quotidienne des villageois rend ce film quasiment documentaire.
Lors du tournage en France du film Madame Sans-Gêne à Paris en 1925, l'actrice américaine Gloria Swanson tombe amoureuse de Henry de La Falaise, que la production lui avait attaché comme impresario. Ils se marient à Paris le 28 janvier 1925 et divorcent en 9 novembre 1931. Dans ses mémoires, Swanson regrette ce mariage, son troisième, s'étant sentie délaissée à la suite d'une grossesse achevée sur un avortement.
Henry de La Falaise se remarie presque aussitôt (le 22 novembre 1931) avec Constance Bennett, autre actrice américaine, dont il divorce le 14 novembre 1940, pour se remarier le mois suivant avec une riche héritière colombienne, Emma Rodriguez Maldonado.
Il meurt dans un accident d'avion survenu à Calvià (île de Majorque) le 10 avril 1972.

## Filmographie

### Producteur
- 1936 : Kliou the Tiger

### Réalisateur
- 1931 : Échec au roi
- 1931 : Le Fils de l'autre
- 1931 : Nuit d'Espagne
- 1935 : Legong (Legong: Dance of the Virgins)
- 1935 : Kliou the Tiger

### Compagnie cinématographique personnelle
- 1935 : Legong (Legong: Dance of the Virgins)

### Acteur
- 1936 : Kliou the Tiger : lieutenant Charles Carney